# ロバート・ウォルポール (第2代オーフォード伯爵)

ウォルポールの紋章

第2代オーフォード伯爵ロバート・ウォルポール（英語: Robert Walpole, 2nd Earl of Orford KB、1701年 – 1751年3月31日）は、グレートブリテン王国の貴族、政治家。1723年から1742年まではウォルポール男爵の爵位を称号として使用し、1742年から1745年まではウォルポール子爵の儀礼称号を使用した。

## 生涯

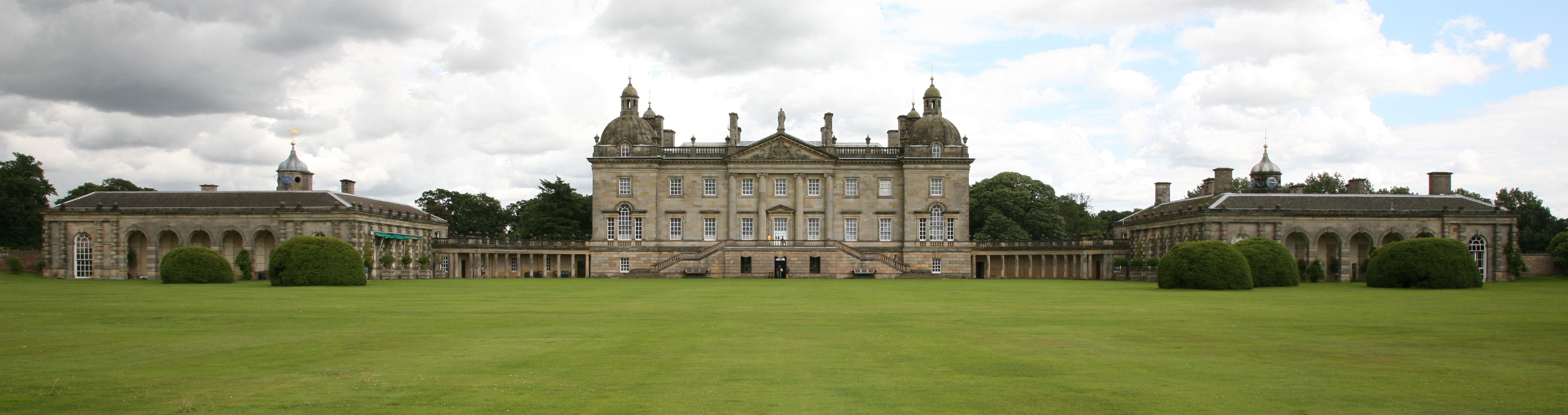
ハウトン・ホール

イギリス首相サー・ロバート・ウォルポール（1676年 – 1745年）と1人目の妻キャサリン・ショーターの長男として生まれ、1723年6月1日にウォルポールのウォルポール男爵に叙された。
1724年、マーガレット・ロール（1709年 – 1781年、サミュエル・ロール大佐の娘、後にクリントン男爵の爵位を継承）と結婚、1男をもうけた。2人の関係は悪く、やがて別居するようになり、ウォルポールは1736年にはハンナ・ノーサという愛人ができた（ウォルポールとノーサの愛人関係はウォルポールの死去まで続いた）。
- ジョージ（1730年 – 1791年） - 第3代オーフォード伯爵

1721年4月5日にClerk of the Pells（毎年3,000ポンドの収入が得られる官職）に、1725年7月21日にリッチモンド公園管理人に任命された。同1725年、バス勲章を授与された。1733年にはに任命された。1739年5月9日、Clerk of the Pellsを辞任する代償として国庫監査長官に任命された（毎年7,000ポンドの収入が得られる官職）。
1745年に父が死去するとオーフォード伯爵の爵位を継承した。しかし、6年後の1751年3月31日には自身が死去、息子ジョージが爵位を継承した。死去時点では債務を抱えていたという。